# 349

349(삼백사십구)는 348보다 크고 350보다 작은 자연수다.

## 수학
- 70번째 소수(素數)다. 앞의 소수는 쌍둥이 소수인 347, 다음 소수는 353이다.
- 피타고라스 삼조의 빗변의 길이이다. ({\displaystyle 180^{2}+299^{2}=349^{2}})[a]
- {\displaystyle 349=109+113+127}
  - 연속하는 세 소수(素數)의 합으로 나타낼 수 있으며, 이 성질을 지닌 앞의 수는 329, 다음 수는 371이다.
- {\displaystyle 349=5^{2}+18^{2}}
  - 서로 다른 두 자연수의 제곱합으로 나타낼 수 있는 수다.
- {\displaystyle 24^{12}-1}은 349로 나누어떨어진다.

## 과학
- NGC 349(영어판): 고래자리 방향에 있는 렌즈형 은하.

## 교통

### 철도
- 수도권 전철 3호선 수서역의 역번호.

### 도로
- 일본 349번 국도(일본어판): 이바라키현 미토시에서 미야기현 시바타군 시바타정까지 이어지는 일본의 국도.
- 현도 제349호선

## 군사
- U-349(영어판): 제2차 세계 대전에 사용된 나치 독일의 군용 잠수함.

## 문화유산
- 대한민국의 보물 제349호: 청자 상감국화모란당초문 모자합
- 대한민국의 사적 제349호: 남원 만복사지

## 방송
- KT HCN의 법률방송 채널 번호.

## 기타
- 연도: 349년 ,기원전 349년
- 콜라 병뚜껑 349 표시 당첨 논란 사건